# هدى مجد
هدي مجد (1988 - )، ممثلة مغربية، حصلت على لقب ملكة جمال العرب عام 2015. وهي معروفة بأدوارها التلفزيونية، بما في ذلك الآنسة فرح المقتبس من المسلسل الأمريكي (جين العذراء). بدأت انطلاقتها وشهرتها الحقيقية في مصر حين شاركت مع الفنان محمد رمضان في مسلسل "نسر الصعيد".

## النشأة
ولدت هدى في المغرب، عاشت معظم سنوات طفولتها في السفر بسبب عمل والدها، لتتنقل بين الكويت وإنجلترا والولايات المتحدة، درست إدارة نظم المعلومات. درست التمثيل في الولايات المتحدة.
بدأت التمثيل بعمر صغير في فيلم مغربي اسمه الغرفة السوداء للمخرج حسن بنجلون، ثم توقفت لفترة بسبب الدراسة وعادت مرة أخرى في عام 2014 وشاركت في فيلم قصير بعنوان (صدى صوت) ثم في مسلسل (الكبير أوي ج5) عام 2015، ومسلسل (وعدي) عام 2016. في عام 2017 شاركت في عدد من المسلسلات وهي (الحالة ج)، و(الزيبق) مع كريم عبدالعزيز، و(بين عالمين)، بالإضافة إلى فيلم (غزية) للمخرج نبيل عيوش، وفيلم (فادية).و"نسر الصعيد" مع محمد رمضان ومسلسل الرحلة مع باسل خياط.
كما شاركت في أعمال فنية مع قامات فنية كبيرة في المغرب منهم نبيل عيوشة وحسن بنجلون في أول عمل فني لها بعنوان "الغرفة السوداء" الذي مثَل المغرب في مهرجانات عالمية.
ساهمت أيضًا مع عدد من الممثلين في جيلها في صياغة ما عرف بمفهوم السينما النظيفة أو سينما الأسرة حيث حرصت على تقديم أدوار نافعة والابتعاد عن الأدوار الحسية أو التي تحمل بعض الصفات الأخلاقية السيئة.

## أعمالها

### الأفلام
- 2021: عفريت ترانزيت

### التلفزيون
| سنة الإنتاج | المسلسل       | بمشاركة                                                                                       |
| ----------- | ------------- | --------------------------------------------------------------------------------------------- |
| 2015        | الكبير أوي ج5 | أحمد مكي ، بيومي فؤاد، لطفي لبيب، محمد سلام، سعيد طرابيك، حسين أبو حجاج                       |
| 2017        | الحالة ج      | حورية فرغلي، أحمد زاهر، طارق عبدالعزيز، أشرف زكي، إيناس كامل، ياسر علي ماهر                   |
| 2017        | الزيبق        | كريم عبدالعزيز، شريف منير، ريهام عبدالغفور، طلعت زكريا، سهر الصايغ، ياسر الزنكلوني            |
| 2017        | بين عالمين    | طارق لطفي، هشام سليم، لقاء الخميسي، حازم سمير، فرح (فيدرا)، أمير صلاح                         |
| 2018        | نسر الصعيد    | محمد رمضان، وفاء عامر، درة، سيد رجب، دينا، عايدة رياض                                         |
| 2018        | الرحلة        | باسل خياط، ريهام عبدالغفور، وليد فواز، حنان مطاوع، مي سليم ، ثراء جبيل                        |
| 2022        | أولاد الدرب   | أمين الناجي ، عبد السلام بوحسيني، فاطمة الزهراء قنبوع، المهدي فولان، نبيل عاطف، نفيسة بنشهيدة |

## أعماله
| سنة العرض | اسم العمل                                                        | نوع العمل | الدور       | الملاحظات                    |
| --------- | ---------------------------------------------------------------- | --------- | ----------- | ---------------------------- |
| 2019-2020 | الآنسة فرح (Miss Farah) مقتبس من (Jane the Virgin) (المواسم 1-2) | مسلسل     | النقيب نهاد | متكرر (21 حلقة, المواسم 1-2) |

## وصلات خارجية
- هدى مجد على موقع IMDb (الإنجليزية)
- هدى مجد على موقع قاعدة بيانات الأفلام العربية